# Davide Arianita
Davide Arianita o Arianite, in greco Δαυίδ Ἀρ[ε]ιανίτης? (fl. X-XI secolo) è stato un comandante bizantino di alto grado all'inizio del XI secolo.

## Origine
L'origine del cognome è incerta e sono state proposte diverse teorie che vanno da varie derivazioni antroponomastiche e toponomastiche della parola indoeuropea arya al nome di una tribù illirica minore, gli Arinistae/Armistae. Il nome “Ar[e]ianiti” è quindi variamente considerato di origine albanese o iraniana. Davide è talvolta considerato il primo membro del clan degli Arianiti, attivo nell'Albania tardo-medievale, ma il collegamento non può essere verificato per mancanza di fonti.

## Biografia
Davide Arianita appare per la prima volta nel 999/1000, con il titolo di patrikios. In quell'anno fu nominato dall'imperatore bizantino Basilio II doux di Tessalonica (o forse, anche se non è detto esplicitamente, domestikos tōn scholōn d'Occidente) in successione a Niceforo Urano, che fu trasferito al ducato di Antiochia. Nel 1017, Basilio II invase la Bulgaria con un grande esercito. Il suo obiettivo era la città di Kastoria, che controllava la strada tra la Tessaglia e la costa dell'odierna Albania. Inviò parte del suo esercito al comando di Davide Arianita e Costantino Diogene a saccheggiare la Pelagonia. Lo stesso Basilio II riuscì a catturare diversi castelli bulgari minori, ma tutti i tentativi di impadronirsi di Kastoria rimasero inutili.
In seguito alla morte dello zar Ivan Vladislav nel febbraio del 1018 e al crollo della resistenza bulgara, Basilio II insediò Davide Ariano come stratego autocratore di Skopje e catapano della Bulgaria conquistata, implicando poteri di comando sugli altri comandanti regionali nei Balcani settentrionali (Sirmium con Ras e Dyrrachion).